# 尼古拉斯·布倫登
尼古拉斯·布倫登（英語：Nicholas Brendon，1971年4月12日—）是美國的一位演員和作家。他最著名的作品包括在《吸血鬼獵人巴菲》中飾演Xander Harris，以及在《犯罪心理》中飾演Kevin Lynch。他也是《吸血鬼獵人巴菲》漫畫書的作者之一。